# Georg von Frundsberg

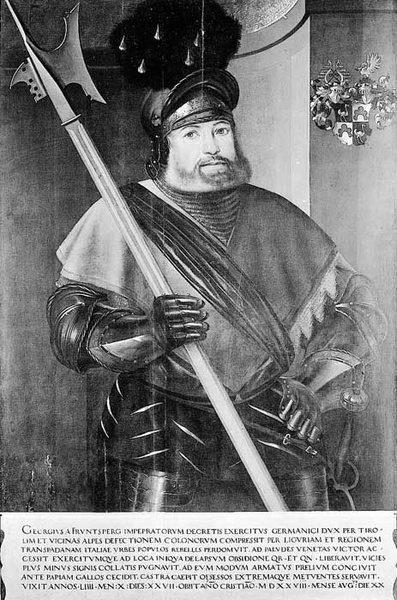
Frundsberg, retratado por Christoph Amberger.

Georg von Frundsberg (23 de Setembro de 1473 – 20 de Agosto de 1528) foi um cavaleiro e chefe lansquenê alemão, do Sacro Império Romano-Germânico durante a dinastia austríaca dos Habsburgos.

## Biografia
Frundsberg era filho de Ulrich von Frundsberg e sua esposa Barbara von Rechberg em Mindelheim, numa velha linhagem de cavaleiros tiroleses que se instalaram na Suábia Superior.
Lutou a serviço do Imperador do Sacro Império Maximiliano I, contra a Suíça durante a Guerra da Suábia de 1499, e no mesmo ano integrou as tropas Imperiais enviadas para ajudar Ludovico Sforza, Duque de Milão, contra os franceses. Ainda servindo a Maximiliano, tomou parte em 1504 na guerra pela sucessão do ducado da Bavaria-Landshut, lutando contra os Condes Pfalz, Philipp e Ruprecht. Distinguiu-se durante a batalha de Regensburgo. Maximiliano pessoalmente distinguiu-o com o título de cavaleiro. Mais tarde, lutou também nos Países Baixos.
Convencido da necessidade de um corpo nativo de infantaria treinado, Frundsberg auxiliou Maximiliano na organização dos Lansquenês. Um ano depois foi feito comandante dos lansquenês nos países mais ao sul. Depois disso, Frundsberg teve uma vida de guerras ininterruptas, em campanhas pelo Império ou pelos Habsburgos. Em 1509, tornou-se "Capitão de Campo Superior" do Regimento Lansquenê (força de ocupação) e participou da guerra contra a República de Veneza, ganhando fama para si e seus homens, após defender a cidade de Verona contra numerosos ataques.
Depois de curta visita à Alemanha, retornou para a península italiana onde, entre 1513 e 1514 conquistou os louros da vitória por suas lutas contra franceses e venezianos. A paz sendo celebrada, retornou ao seu país à frente da infantaria da Liga da Suábia, que auxiliou Ulrich, duque de Württemberg, a recuperar seus domínios em 1519.
Durante a Dieta de Worms em 1521 proferiu palavras de encorajamento a Martinho Lutero, e durante a Guerra Italiana de 1521-1526, Frundsberg ajudou a comandar o Exército Imperial através da Picardia. Quando o rei Francisco I da França apareceu no campo de batalha com a força de aproximadamente quarenta mil homens, a retirada estratégica de Carlos V salvou-lhe a vida. Frundsberg considerou esta retirada em Valenciennes como "a maior sorte e a mais apropriada medida durante a guerra".
Depois de terminada a campanha da França, em 1522, Frundsberg resignou-se do comando dos lansquenês, mas foi reconduzido na marcha de seis mil homens até o norte da Itália, numa dura travessia pela neve alta pelos Alpes Italianos, até a batalha de Bicocca, próximo a Milão, em abril. Mercenários suíços a pé lutaram ao seu lado no front. A vitória imperial em Bicocca permitiu a recuperação do domínio de Carlos V sobre Gênova e Milão, e também da maior parte da Lombardia.
Em 1525, após um breve descanso em Mindelheim, como "Maior Capitão de Campo" da Nação Alemã (tendo doze mil homens e vinte e nove porta-bandeiras), foi novamente enviado á Itália do norte para socorrer Pavia e o Ducado de Milão. Apesar do reforço de seis mil homens, dos quais alguns espanhóis, enfrentou na batalha um inimigo duas vezes mais numeroso e sagrou-se vencedor, na batalha de Pavia. Esta foi sua mais famosa vitória - coroada com a captura do próprio Rei de França, que foi então mantido prisioneiro.
Apenas um ano mais tarde, quando a guerra na Itália foi renovada, recebeu um chamado de auxílio das tropas imperiais na Lombardia, para decidir a guerra. Obteve então 36 mil táleres alemães para organizar um novo exército, quantia que era insuficiente. Durante sua permanência em Mindelheim, Frundsberg pediu dinheiro emprestado, vendeu a prataria da casa e jóias da esposa, a fim de adquirir os fundos restantes para organizar suas tropas. Em menos de três semanas reuniu mais de doze mil homens e novamente cruzou os Alpes, em meados de novembro de 1526. Uniu-se ao Condestável de Bourbon perto de Piacenza e marchou para Roma. Entretanto, a ordem e a disciplina foram quebradas próximo a Modena, no dia 13 de março de 1527, quando nenhuma batalha decisiva ocorrera após meses de campanha pela Itália. O pagamento dos mercenários vencera e não fora quitado e, ao final, Frundsberg não conseguiu reunir seus lansquenês e restabelecer o comando. A insubordinação abalou o velho comandante, que sofreu um ataque. Incapacitado de recuperar seu vigor físico, foi removido para a Alemanha depois de tratamento em hospitais italianos. Atormentado pela situação de seus mercenários, a quem chamava de "filhos amados", com a perda de seu patrimônio e a morte de um dos filhos, morreu no seu castelo em Mindelheim, legando a fama de soldado competente e cavalheiresco, fiel servo dos Habsburgo.
Seu filho Caspar (1500–1536) e seu neto Georg (morto em 1586) foram soldados distintos. Com a morte deste último, a família extinguiu-se.
Durante a II Guerra Mundial, a 10ª Divisão Panzer das Waffen-SS foi batizada de Frundsberg, em memória ao antigo militar.